# Lutz Dettmann

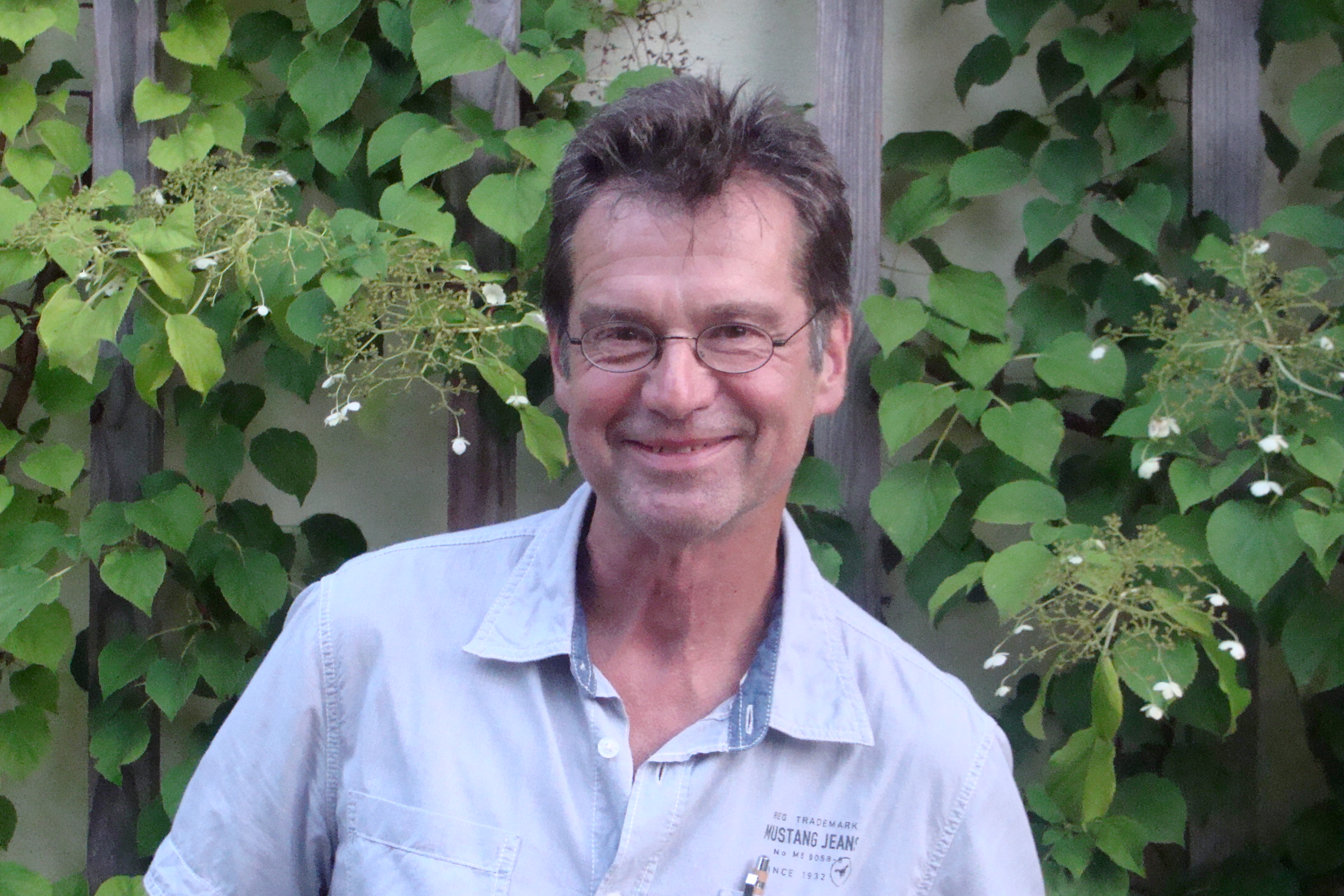
Lutz Dettmann im Sommer 2016

Lutz Dettmann (* März 1961 in Crivitz) ist ein deutscher Schriftsteller und Vermessungstechniker.

## Werdegang
Dettmann stammt aus Mecklenburg-Vorpommern und lebte bis 1997 in Schwerin. Er wohnt heute in Rugensee und arbeitet als Vermessungstechniker. Daneben ist er Mitglied des Vorstandes der Hans-Fallada-Gesellschaft und im Vorstand des Fördervereins Alter Friedhof Schwerin. Dettmann ist verheiratet und hat zwei Kinder.
Bekannt wurde Dettmann durch seinen ersten Roman „Wer die Beatles nicht kennt“, der die Jugendjahre und das Erwachsenwerden der männlichen Hauptfigur in der DDR der 1970er Jahre schildert. Sein zweiter Roman „Tiefenkontrolle“ setzt die Geschichte fort, er spielt in der Zeit des Wehrdienstes in der Nationalen Volksarmee. Schauplätze beider Romane sind Schwerin, Crivitz und Umgebung. „Sommertage in Estland“ ist ein Reisetagebuch, das er während einer Reise 2000 durch Estland geführt hat. Sein Roman „Anu. Eine Liebe in Estland“ schildert die Liebe eines Deutschbalten und einer Estin vor dem dramatischen Hintergrund des Zweiten Weltkrieges in Estland. Schauplätze sind die estnische Insel Hiiumaa (Dagö), Tallinn und Teile Ost- und Südestlands. Der Roman erschien im April 2013 in der estnischen Übersetzung im Tallinner Verlag Sinisukk.
Zahlreiche Veröffentlichungen (Erzählungen und Beiträge zur Geschichte, Literatur und Mecklenburg) in Tageszeitungen und Zeitschriften.
2016 erschien „Die Reise nach Jerusalem – ein israelisches Tagebuch“, in dem er seine Reise durch Israel, die auf Einladung der israelischen Schwiegertochter geschah, schildert. Im selben Verlag, EDITIONdigital, wurden seine Bücher „Wer die Beatles nicht kennt“, „Tiefenkontrolle“ und „Sommertage in Estland“ als E-Books aufgelegt. Im November 2017 erschien sein Erzählband „Wer glaubt schon an den Weihnachtsmann?“, der 14 Weihnachtserzählungen aus den Jahren 2003 bis 2016 vereint.
Im November 2018 erschien "Ja meie kohal vaid sinine taevas", die Fortsetzung des Romans "Anu. Eine Liebe in Estland", im estnischen Verlag Sinisukk. Er erzählt die Geschichte des Deutschbalten Christoph und der Estin Anu weiter. Die deutsche Ausgabe des Romans erschien im Januar 2019 im Verlag Lehmanns unter dem Titel "Und über uns der weite Himmel". Zeitgleich wurde im selben Verlag auch der erste Teil "Anu. Eine Liebe in Estland" neu aufgelegt.
Mit Till Endemann schrieb er das Drehbuch für „Fröhliche Weihnachten“ nach einer Kurzerzählung von ihm. Der Kurzfilm wurde von der Filoufilm Dresden produziert und hatte seine Premiere während des Shanghai-Filmfestivals im Sommer 2009. Die DVD-Premiere folgte im Januar 2010, die Fernsehpremiere im Dezember 2010 beim MDR, danach bei ARDfestival.
Im Oktober 2021 erschien „Wie aus Meklenburg Mecklenburg wurde – Geschichten und Personen“ bei EDITIONdigital. Das Buch enthält Texte zur mecklenburgischen Geschichte und Porträts, die in verschiedenen Zeitungen und Zeitschriften erschienen sind. Im Dezember 2021 veröffentlichte der Verlag Lehmanns „Nathalie oder das gestohlene Lied“, elf Erzählungen des Autors, darunter zwei preisgekrönte Texte.
Im Mai 2025 erschien ein zweiter Band zur Geschichte Meckelnburgs: Geschichten aus der Geschichte - Geschichten und Personen ebenfalls bei EDITION digital.

## Ehrenamtliche Tätigkeiten
Dettmann arbeitet seit 2010 als Schriftführer im Vorstand des "Fördervereins Alter Friedhof Schwerin e.V." und fungiert als Chefredakteur für die Schriftenreihe "Orte der Erinnerungen". 
Er ist seit 1991 Mitglied der Hans-Fallada-Gesellschaft e.V. und seit 2000 im Vorstand tätig.

## Auszeichnungen
- Weiland-Krimipreisträger 2005 und 2007. Die Erzählungen sind in den Bänden „Der Mord am Schwarzen Busch“ und „Der Petermännchenmörder“ (Weiland 2005 und 2007) enthalten.
- Szenepreisträger der Stadt Schwerin 2007 für das beste Buch („Tiefenkontrolle“).
- 2019 Preisträger des Literaturwettbewerbs „Die Freiheit ist ja da. Literaturwettbewerb zum 30. Jahrestag des Mauerfalls“ des LiteraturRat Mecklenburg-Vorpommern und der Risse – Zeitschrift für Literatur in Mecklenburg und Vorpommern.

## Werke
- Sommertage in Estland. Aufzeichnungen einer Reise. München 2002, ISBN 3-932370-72-4.
- Wer die Beatles nicht kennt. Flegeljahre im Arbeiter- und Bauernstaat. Roman. Langen-Müller, München 2004, 2018 ISBN 3-7844-2944-0. Piper, München, 2005, ISBN 978-3-492-24362-9.
- Tiefenkontrolle. Ein NVA-Roman. Weiland-Verlag, Lübeck 2006, ISBN 978-3-87890-140-2.
- Anu – eine Liebe in Estland. Universitas, Wien, München 2013, ISBN 978-3-8004-1509-0. Lehmanns, Berlin 2019 (Neuauflage), ISBN 978-3-86541-990-3.
- Reise nach Jerusalem. Ein Israel-Tagebuch. EDITION digital, Pinnow 2016, ISBN 978-3-95655-699-9.
- Wer glaubt schon an den Weihnachtsmann? EDITION digital, Pinnow 2017, ISBN 978-3-95655-848-1, mit dem Kurzfilm "Fröhliche Weihnachten" als DVD.
- Über uns der weite Himmel. Lehmanns. Berlin 2019, ISBN 978-3-86541-995-8.
- Wie aus Meklenburg Mecklenburg wurde – Geschichten und Personen. EDITION digital, Pinnow 2021, ISBN 978-3-96521-519-1.
- NATHALIE oder Das gestohlene Lied. Lehmanns, Berlin 2022, ISBN 978-3-96543-256-7.
- Geschichten aus der Geschichte - Geschichten und Personen. EDITION digital, Bad Salzdetfurth 2025, ISBN 978-3-96521-980-9.